# Symplecta dorothea
Symplecta dorothea är en tvåvingeart som först beskrevs av Alexander 1914.  Symplecta dorothea ingår i släktet Symplecta och familjen småharkrankar. Inga underarter finns listade i Catalogue of Life.